# Reacción de Eder
La Reacción de Eder es una reducción fotoquímica del cloruro de mercurio (II) de calomel por oxalatos de cationes metálicos o amonio. Esta reacción ha sido reportada como una reacción en cadena de gran eficiencia energética y se ha utilizado a menudo en actinometría.
2HgCl2 + (NH4)2C2O4 → Hg2Cl2 + 2NH4Cl + 2CO2
Se ha demostrado que la acción sensibilizadora de sales de cerio (III) puede ser empleada para la estimación cuantitativa de cloruro de mercurio (II) por determinación del calomel cuantificado yodométricamente. La reducción se completa en 15 minutos.
La descomposición es proporcional a la intensidad de la luz incidente, por lo que se ha utilizado esta reacción para medir la intensidad de la luz. 

Las reacciones fotoquímicas de este tipo han sido estudiadas por diversos autores. Kimura y colaboradores han reportado que la adición lenta de una traza de un oxidante fuerte a una solución diluida de ácido oxálico en ácido sulfúrico diluido forma radicales libres los cuales pueden llevar como consecuencia la reducción del cloruro de mercurio(II) a cloruro de mercurio (I), y reportó una reacción similar que ocurre por descomposición térmica de complejos de trioxalocobaltato (III) en medio ácido.